# 提圖斯 (印第安納州)
提圖斯（英語：Titus）是位於美國印地安納州哈里森縣的一個非建制地區。該地的面積和人口皆未知。